# Comuna Juravnîkî, Horohiv
Juravnîkî (în ucraineană Журавники) este o comună în raionul Horohiv, regiunea Volînia, Ucraina, formată din satele Juravnîkî (reședința) și Volîțea-Drujkopilska.

## Demografie
Componența lingvistică a satului Juravnîkî
     Ucraineană (98,93%)
     Alte limbi (0,36%)
Conform recensământului din 2001, majoritatea populației satului Juravnîkî era vorbitoare de ucraineană (98,93%), existând în minoritate și vorbitori de alte limbi.